# Office of Strategic Services
Pour les articles homonymes, voir OSS.
L'Office of Strategic Services (OSS, « Bureau des services stratégiques ») est une agence de renseignement du gouvernement des États-Unis. Elle est créée le 13 juin 1942 après l'entrée en guerre des États-Unis dans la Seconde Guerre mondiale pour collecter des informations et conduire des actions « clandestines » et « non ordonnées » par d'autres organes. Elle est démantelée à la fin de l'année 1945 pour être remplacée par la Central Intelligence Agency (CIA).

## Historique
Depuis les années 1930, c'est le FBI qui est responsable des activités de renseignement en Amérique latine laissant parallèlement aux services de renseignement de l'US Army, de l'US Navy, du département d'État et du Trésor leurs sphères de compétences et d'interventions.
À la suite de l'attaque de Pearl Harbor, l'enquête diligentée par le Congrès révèle que le manque de coordination entre les différents services de renseignements (Armée, Marine, FBI, département d'État) est l'une des causes de l'impréparation américaine ; l'entrée en guerre des États-Unis montre la nécessité de l'unifier et il est décidé de réorganiser le renseignement. William Joseph Donovan est nommé coordinateur de l'information et directeur de l'OSS le 11 juillet 1942.
Les effectifs de l'OSS, qui sont en majorité des « amateurs » qui apprirent beaucoup des services de renseignement britanniques, sont de 13 000 personnes en 1944.
En mars 1943, le Colonel William Donovan, directeur de l'OSS, crée une Direction générale des opérations psychologiques.

### Opérations en Europe
Allen Dulles est chef du service pour l'Europe, sous le couvert d'un poste d'attaché d'ambassade à Berne. Sa “boîte aux lettres” en France est le curé de Collonges-sous-Salève, l'abbé Marius Jolivet.
Durant le conflit, les activités sont très diverses, allant du renseignement classique avec des agents comme Fritz Kolbe à l'envoi d'officiers en uniforme pour des missions spéciales tel les Jedburgh pour aider la résistance dans l'Europe occupée par les nazis, en passant par des opérations de propagande dont l'opération Corn Flakes.
À Rome, en Italie, l'opération Shingle (débarquement à Anzio) est précédée de l'infiltration de l'agent OSS Peter Tompkins. Celui-ci organise un réseau de renseignement communiquant par radio avec la centrale de Caserte. La mission se terminera avec l'arrivée des Alliés à Rome le 4 juin 1944 avec l'entrée des troupes françaises et des troupes américaines .
Dans le royaume de Yougoslavie, le manque de coordination entre les différents services spéciaux alliés crée de graves problèmes. Alors que l'OSS et les services soviétiques soutiennent l'armée yougoslave de la patrie de Draža Mihailović, le SOE en Yougoslavie soutient lui l'Armée populaire de libération et détachements de Partisans de Yougoslavie de Tito ; ces mouvements ne tardent pas à se battre entre eux et les Américains se retirent tandis que Britanniques et Soviétiques s'accordent pour soutenir Tito.
Le 2677th Regiment OSS (Prov.) créé le 15 avril 1944 à Alger et incorporé le 27 novembre 1944 dans le commandement opérationnel de l'OSS opère plus de 50 missions d’infiltration en Autriche, à partir de l’Italie, de l’Angleterre (via Dijon) et également par la Suisse et la Yougoslavie. Sur les 76 agents de l’OSS infiltrés en Autriche, un tiers est constitué de déserteurs qui se sont portés volontaires, des Autrichiens patriotes souhaitant servir la cause de leur pays. 
À partir de juin 1944, plus de 200 agents américains, polonais — 16 équipes sur plus de cent — et allemands antinazis dont Paul Lindner sont parachutés à travers le Troisième Reich en mission d'infiltration, 36 sont arrêtés ou tués mais les résultats sont estimés satisfaisants.
Une équipe anglo-américaine de l'OSS est dépêchée lors du soulèvement national slovaque à partir du 17 septembre 1944, première mission en Europe centrale. Ces 37 membres ainsi que des officiers et civils les accompagnant sont tués au combat ou capturés par les Allemands, torturés et exécutés.
Des agents dans les banques suisses permettent de retracer les transactions financières de l'Allemagne qui utilisent l'or nazi pris dans l'Europe occupée avec les banques de ce pays, en Suède, au Portugal, en Turquie et en Argentine. Grâce à ces informations, le gouvernement des États-Unis fait pression sur la Suisse qui finit par rembourser symboliquement 58 millions de dollars aux pays floués.
Le 26 février 1945, l'opération Greenup (en) est mise sur pied afin d'obtenir des renseignements et des informations dans la région d'Innsbruck afin de désorganiser les activités militaires.

### Opérations en Asie

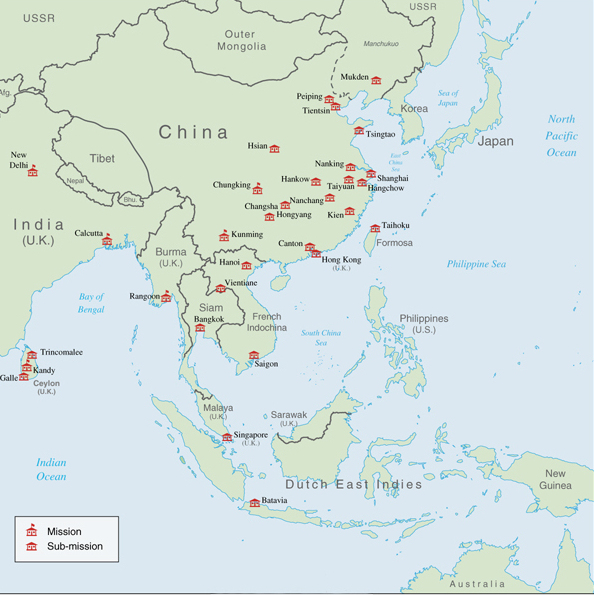
OSS : les opérations en Asie.

Sur le front Asie-Pacifique, les activités de l'OSS sont beaucoup moins importantes qu'en Europe, car les forces armées des États-Unis sur ce théâtre d'opérations préfèrent s'appuyer sur leurs propres services de renseignement. 
Le Détachement 101 du commandant Carl Eifler, qui collabore avec les mouvements de résistance antijaponais, ne compte à l'origine que 21 officiers pour travailler avec l'ethnie Kachin qui organise une force d'un millier d'hommes pour lutter contre l'armée impériale japonaise.
À partir de mai 1945, des équipes du Détachement 101 sont envoyées, de Kunming, en Chine, vers l'Indochine française occupée par le Japon aider le mouvement Việt Minh. À partir de New Delhi et de Ceylan, d'autres agents supervisent un réseau d'informateurs et de saboteurs en Birmanie, Malaisie et Indonésie, dont probablement le plus haut placé est sans doute Seni Pramot dirigeant les forces thaïlandaises libres.

### Démantèlement de l'OSS
Le 1er octobre 1945, l'OSS est démantelé par le Président Harry S. Truman et ses services sont alors répartis entre divers organes fédéraux dont :
- les branches d'espionnage (Secret Intelligence ou SI) et de contre-espionnage (X-2) forment la Strategic Services Unit (SSU), placée sous l'autorité du ministère de la Guerre ;
- la Research & Analysis (R&A) Branch est transférée au département d'État dont elle devint, dès 1946, l'INR (Intelligence & Research), bureau chargé de collecter divers renseignements politiques, économiques et militaires sur tous les pays et de distribuer les rapports produits par les organes diplomatiques américains à l'ensemble des organes dirigeants des États-Unis.

Le 2 avril 1946, la SSU est transférée au Central Intelligence Group (CIG) récemment créé (qui deviendra la Central Intelligence Agency (CIA) l'année suivante), et ce malgré les critiques du FBI et des forces armées, qui perdent ainsi toute autorité en matière de renseignements stratégiques et d'actions clandestines.

## Agents de l'OSS
En 2008, la déclassification d'archives de l'OSS par la National Archives and Records Administration fait ressortir les noms de 35 000 employés de ce service.
Parmi les célébrités on note : la cuisinière Julia Child ; Jack Hemingway, le fils de l'écrivain, qui débarque à Saïgon en septembre 1945 avec le lieutenant-colonel A. Peter Dewey (en) ; le philosophe et sociologue marxiste allemand Herbert Marcuse ; Kermit Roosevelt et Quentin Roosevelt, les fils et petit-fils de Theodore Roosevelt ; Arthur Meier Schlesinger Jr., qui fut l'ami et l'historien de John Fitzgerald Kennedy ; le prince Serge Obolensky ; Miles Copeland, le père de Stewart Copeland, le batteur du groupe The Police ; Arthur Goldberg, qui devint juge à la Cour suprême des États-Unis ; l'acteur Sterling Hayden, qui joua dans le film Le Parrain ; le joueur de baseball Moe Berg ; Ralph Bunche, sous-secrétaire aux Nations unies, Prix Nobel de la paix en 1950 ; le banquier et philanthrope Paul Mellon ; le réalisateur John Ford ; la joueuse de tennis Alice Marble ; le cinéaste et explorateur polaire Mario Marret ; ou encore le gangster Lucky Luciano.

## Armes de l'OSS
Les agents de l'OSS sur le terrain utilisent des armes légères, en dotation dans l'armée régulière américaine, parfois des armes prises à l'ennemi, ou des armes civiles ou militaires du pays où ils opèrent. Cependant, le pistolet-mitrailleur Marlin United Defense M42 a été une arme très utilisée par l'OSS.

## Dans les arts et la culture populaire

### Littérature

#### Roman
- Le personnage de fiction Hubert Bonisseur de La Bath, alias OSS 117, créé par Jean Bruce et repris après sa mort par son épouse Josette Bruce, dans ses romans d'espionnage, est un agent secret américain d'origine française travaillant pour l'OSS.

### Filmographie

#### Cinéma
- Dans les années 1960, Hubert Bonisseur de La Bath, « OSS 117 », est incarné dans deux films par Frederick Stafford.
- Dans les films parodiques réalisés par Michel Hazanavicius en 2006, OSS 117 : Le Caire, nid d'espions, et en 2009, OSS 117 : Rio ne répond plus, ainsi que dans celui réalisé par Nicolas Bedos en 2021, OSS 117 : Alerte rouge en Afrique noire, Hubert Bonisseur de La Bath est français et travaille pour le SDECE français tout en gardant le nom de code « OSS 117 ». Il est interprété par Jean Dujardin.
- Dans le film Raisons d'État, de Robert De Niro, le personnage principal commence sa carrière à l'OSS.
- Dans les films Spy Kids, de Robert Rodriguez, les enfants espions sont aussi au service de l'OSS.
- Dans le film Indiana Jones et le Royaume du crâne de cristal, le personnage éponyme évoque son passé au service de l’OSS dans le Pacifique.
- Dans le film Inglorious Basterds, réalisé par Quentin Tarantino, les membres des Basterds, tels que Aldo l'Apache, Donnie Donowitz ou encore le soldat Omar, agissent pour le compte de l'OSS dans le cadre de l'opération Kino, visant à mettre hors d'état de nuire Adolf Hitler.
- Dans le film "Le joueur de base-ball était un espion", thriller d'espionnage qui raconte l'incroyable histoire vraie de Moe Berg, joueur de base-ball professionnel et agent de l'OSS.

### Jeux vidéo
- Dans Medal of Honor : Débarquement allié, le joueur incarne le lieutenant Mike Powell du 1er bataillon de Rangers.
- Dans Sniper Elite et Sniper Elite V2, on incarne Karl Fairburne, un tireur d'élite au service de l'OSS qui opère pendant la Bataille de Berlin pour empêcher les Soviétiques d'obtenir les plans d'armes nucléaires des Allemands. Il aura presque le même objectif pendant la Guerre du Désert dans Sniper Elite III et la Campagne d'Italie (Seconde Guerre mondiale) dans Sniper Elite 4 dans lequel il doit découvrir les Wunderwaffe et empêcher les Allemands de les développer.